# PJ Harvey
PJ Harvey, eigenlijk Polly Jean Harvey (Bridport (Dorset), 9 oktober 1969) is een Britse gitariste en singer-songwriter.

## Biografie
PJ Harvey werd geboren in Bridport, in het zuiden van Engeland, en bracht haar jeugd door in het kleine dorpje Corscombe. Reeds op jonge leeftijd brachten haar ouders haar in contact met blues, jazz en art-rockmuziek. Haar moeder organiseerde jazzconcerten in Corscombe en in ruil voor een slaapplaats gaven de diverse muzikanten PJ muziekles. Later vertelde ze dat dit haar enorm heeft beïnvloed in haar verdere carrière. PJ Harvey studeerde acht jaar lang saxofoon. In haar eerste bands (Bologna, the Polekats, the Stoned Weaklings and Automatic Dlamini) bespeelde ze dit instrument nog vaak.
PJ Harvey's carrière begon eigenlijk pas écht bij de groep Automatic Dlamini, waarna ze samen met ex-Automatic Dlaminilid Rob Ellis (drums) en Ian Olliver (bas) de band PJ Harvey opricht. Het trio had het in het begin echter moeilijk. Hun eerste optreden in Sherborne's Antelope Hotel was zo slecht dat de eigenaar hen vroeg te stoppen met spelen, omdat ze al zijn gasten wegjoegen.
Rond die tijd studeerde ze beeldhouwkunst aan het Central Saint Martins College of Art & Design in Londen. Maar toen haar carrière in de muziek in de lift kwam heeft ze deze studie voortijdig afgebroken.

## Carrière

### Beginjaren
PJ Harvey bracht haar eerste single Dress in oktober 1991 uit bij het label Too Pure. De single werd in Melody Maker verkozen tot beste single van de week door de criticus John Peel. Hij prees PJ Harvey's schrijverstalent. In het voorjaar van 1992 bracht PJ Harvey de al even succesvolle single Sheela-na-gig uit, gevolgd door het album Dry.
Het album wordt beschreven als hardrock met invloeden van de punkmuziek, de blues en grungemuziek. Het album zorgde ervoor dat het tijdschrift Rolling Stone de 22-jarige Harvey uitriep als Beste Songwriter van het jaar en Beste Nieuwkomer. Met het album Dry krijgt ze ook wat bekendheid in de indie-scene.
In 1992 kreeg Harvey de media over zich heen, toen ze topless verscheen op de cover van het Britse tijdschrift NME. Tot dan werd ze door iedereen gezien als een feministe tot op het bot. PJ Harvey ontkende dit echter: ze vertelde dat ze zichzelf geen feministe zou noemen omdat ze de betekenis en de geschiedenis van de term feminisme niet echt kent. Ze had er eigenlijk nooit aan gedacht om feministe te worden en voegde eraan toe dat ze nooit in "termen" denkt tijdens het schrijven. Zo zei ze dat ze nog nooit is geconfronteerd geweest met discriminatie ten gevolge van haar vrouw-zijn en dat ze liever riot grrrl wordt genoemd in plaats van feministe.
Later tekende Harvey een contract bij Island Records. In 1993 verscheen het succesvolle album Rid Of Me, opgenomen door Steve Albini, en stond Harvey in het voorprogramma van U2.

### Als soloartieste

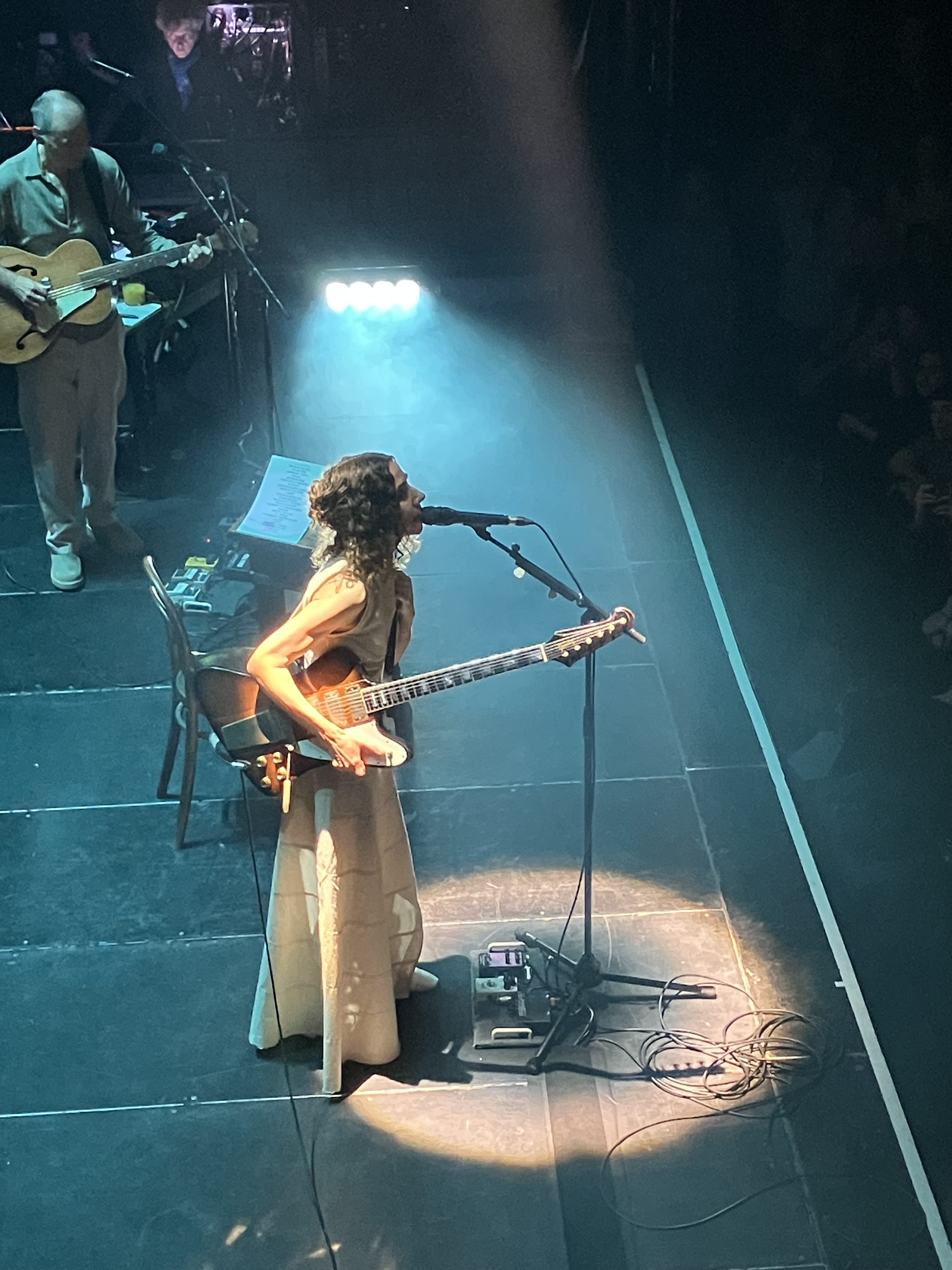
PJ Harvey tijdens haar optreden op 6 oktober 2023 in Paradiso Amsterdam

Met To Bring You My Love bracht Harvey in 1995 een uitstekend album, met kale, industriële instrumentatie (met o.a. strijkers, orgels en synthesizers) en melancholische en sensuele teksten. Ze deed samenwerkingsprojecten met Tricky (Broken Homes) en Nick Cave (Henry Lee). To Bring You My Love was wereldwijd een succes en verkocht meer dan 1 miljoen exemplaren. Down By The Water was de best verkochte en bekendste single van het album. PJ Harvey kreeg lovende kritieken en werd uiteindelijk verkozen tot 'Artist of the Year' door Rolling Stone en Spin magazine.To Bring You My Love werd verkozen tot Album of the Year door The Village Voice, Rolling Stone, USA Today, People, The New York Times en The Los Angeles Times.
Samen met John Parish nam ze in 1996 Dance Hall At Louse Point op. Het duurde vervolgens tot 1998 voor Harvey met een echte opvolger van To Bring You My Love kwam: Is This Desire?. Het werd net als To Bring You My Love beschouwd als een experimenteel album. Volgens Harvey zelf is dit haar lievelingsalbum. Het album toont een donkerdere kant van Harvey en staat bekend om zijn vele piano -en keyboard-arrangementen.
Is This Desire werd gevolgd door het sterke Stories From The City, Stories From The Sea, waarvoor ze in 2001 de Mercury Prize kreeg. Op deze schijf staat een duet met Radiohead-zanger Thom Yorke, die voor nog twee andere liedjes de achtergrondstem verzorgde. Het album kende hetzelfde succes als To Bring You My Love en er werden eveneens een miljoen exemplaren van verkocht. Kenmerkend voor het album is de terugkeer van haar "punksound" van haar eerste albums en gemoedsverandering Harvey. Ze zong over teruggevonden levensgeluk.
Verder stond ze in 2001 aan de top van de lijst van 100 Greatest Women in Rock Music van Q magazine.
In 2003 deed ze mee aan de Desert Sessions en is een muziekvideo gemaakt van het nummer Crawl Home met Josh Homme.
In 2004 kwam het album Uh Huh Her uit. Voor de eerste keer in haar carrière produceerde Harvey het album op haar eentje en speelde ze alle instrumenten (behalve de drums) zelf.
Het album was intiemer dan z'n voorganger, maar kreeg veel positieve reacties van de critici en fans. PJ Harvey vertelde Rolling Stone dat ze het belangrijk vindt niet in herhaling te vallen bij het maken van een nieuw album en dat haar grootste doel is om nieuwe dingen uit te proberen en zichzelf uit te dagen - want ze wil altijd bijleren. [OOR] Harvey vertelt dat de titelsong op het album ontbreekt omdat het te krachtig is.
In mei 2006, tijdens een concert in het Verenigd Koninkrijk, onthulde Harvey dat haar volgend album vooral zou bestaan uit piano-arrangementen. Later in 2006 bracht ze haar eerste concert-dvd uit, Please Leave Quietly met liedjes uit haar hele carrière en 'Behind The Scene'-materiaal. In oktober 2006 bracht ze het album The Peel Sessions 1991-2004 uit.
In oktober 2007 kwam White Chalk uit: een album met korte songs die Harvey met een hoge en ijle stem zingt, begeleid door pianomuziek. In Engeland werd When Under Ether als single uitgebracht (een song over abortus) maar de BBC radio wist eigenlijk niet wat ze ervan moesten denken. De thematiek is donker en gaat over verlies; Harvey koos, in tegenstelling tot Stories From The City, Stories From The Sea, voor een minder commerciële aanpak. In feite zette ze de teneur als met Uh HuH Her in. In een interview van de BBC lichtte Harvey toe dat ze even helemaal genoeg had van rock en de conventies die daarbij horen. White Chalk is een plaat waarmee ze een volledig nieuwe weg koos.

### Prijzen
Enkele onderscheidingen die PJ Harvey tot op heden heeft gekregen zijn de Mercury Music Prize in 2001 en 2011, zes Brit Awards-nominaties, vijf Grammy-nominaties en nog twee Mercury Music Prize-nominaties. Het Ierse tijdschrift Hot Press schreef dat PJ Harvey de meest erotische, sterkste en positiefste liefdesliedjes ooit heeft geschreven.

### Andere projecten
Naast haar meer bekende muziekcarrière, houdt Harvey er ook een filmcarrière op na. In 1998 vertolkte ze de rol van Magdalena (gebaseerd op Mary Magdalene) in The Book of Life, een film van Hal Hartley. Ook had ze een cameo als een Bunny Girl in A Bunny Girl's Tale van Sarah Miles. PJ Harvey houdt zich ook bezig met het maken van beeldhouwwerken, die o.a. in de Lamont Gallery werden tentoongesteld. Ook staat ze bekend als dichteres.
Ze zong ook klassiek werk met als voorbeeld Und was bekam des Soldaten Weib van Kurt Weill met tekst van Bertolt Brecht. In 2022 bracht ze het boek Orlam uit waarmee ze ook tourde, zo kwam ze in november 2022 naar Crossing Border.

## Discografie

### Albums
| Album met eventuele hitnotering(en) in de Nederlandse Album Top 100 | Datum van verschijnen | Datum van binnenkomst | Hoogste positie | Aantal weken | Opmerkingen     |
| ------------------------------------------------------------------- | --------------------- | --------------------- | --------------- | ------------ | --------------- |
| Dry                                                                 | 30-06-1992            | -                     |                 |              |                 |
| Rid of me                                                           | 1993                  | 22-05-1993            | 56              | 9            |                 |
| 4-Track demos                                                       | 1994                  | -                     |                 |              |                 |
| To bring you my love                                                | 27-02-1995            | 15-04-1995            | 64              | 7            |                 |
| Dance hall at Louse Point                                           | 1996                  | -                     |                 |              | met John Parish |
| Is this desire?                                                     | 1998                  | 17-10-1998            | 73              | 5            |                 |
| Stories from the city, Stories from the sea                         | 20-10-2000            | 04-11-2000            | 42              | 5            |                 |
| Uh huh her                                                          | 28-05-2004            | 05-06-2004            | 23              | 5            |                 |
| The peel sessions 1992-2004                                         | 20-10-2006            | -                     |                 |              |                 |
| White chalk                                                         | 21-09-2007            | 29-09-2007            | 34              | 4            |                 |
| A woman a man walked by                                             | 27-03-2009            | 04-04-2009            | 46              | 3            | met John Parish |
| Let England shake                                                   | 11-02-2011            | 19-02-2011            | 14              | 9            |                 |
| The Hope Six Demolition Project                                     | 15-04-2016            | 23-04-2016            | 4               | 4            |                 |
| I Inside the Old Year Dying                                         | 07-07-2023            | 15-07-2023            | 5               | 1            |                 |

| Album met hitnotering(en) in de Vlaamse Ultratop 200 albums | Datum van verschijnen | Datum van binnenkomst | Hoogste positie | Aantal weken | Opmerkingen     |
| ----------------------------------------------------------- | --------------------- | --------------------- | --------------- | ------------ | --------------- |
| To bring you my love                                        | 1995                  | 01-04-1995            | 5               | 17           |                 |
| Is this desire?                                             | 1998                  | 03-10-1998            | 8               | 4            |                 |
| Stories from the city, Stories from the sea                 | 2000                  | 04-11-2000            | 35              | 10           |                 |
| Uh huh her                                                  | 2004                  | 05-06-2004            | 16              | 11           |                 |
| The peel sessions 1992-2004                                 | 2006                  | 11-11-2006            | 46              | 4            |                 |
| White chalk                                                 | 2007                  | 29-09-2007            | 12              | 9            |                 |
| A woman a man walked by                                     | 2009                  | 04-04-2009            | 11              | 9            | met John Parish |
| Let England shake                                           | 2011                  | 19-02-2011            | 4               | 18           |                 |
| The Hope Six Demolition Project                             | 2016                  | 23-04-2016            | 3               | 29           |                 |
| I Inside the Old Year Dying                                 | 2023                  | 15-07-2023            | 3               | 9            |                 |

### Singles
| Single met hitnotering(en) in de Vlaamse Ultratop 50 | Datum van verschijnen | Datum van binnenkomst | Hoogste positie | Aantal weken | Opmerkingen      |
| ---------------------------------------------------- | --------------------- | --------------------- | --------------- | ------------ | ---------------- |
| Down by the water                                    | 1995                  | 25-03-1995            | 50              | 1            |                  |
| The wheel                                            | 2016                  | 06-02-2016            | tip             | -            |                  |
| The orange monkey                                    | 2016                  | 30-04-2016            | tip             | -            |                  |
| An acre of land                                      | 2018                  | 03-03-2018            | tip             | -            | met Harry Escott |
| Red right hand                                       | 2019                  | 02-11-2019            | tip             | -            |                  |

### Dvd
- Please Leave Quietly - Live (2006)

## Publicaties
- The Hollow of The Hand (2015), dichtbundel
- Orlam (2022), dichtbundel